# Henri Padé
Pour les articles homonymes, voir Pade.
Henri Eugène Padé, né le 17 décembre 1863 à Abbeville et mort le 9 juillet 1953 à Aix-en-Provence, est un mathématicien français, qui est surtout connu pour son développement des méthodes d'approximation des fonctions par des fonctions rationnelles. Il fut un élève de Charles Hermite.

## Biographie
Henri Padé entre à l'École normale supérieure et obtient son agrégation de mathématiques en 1889.  Il poursuit ses études en Allemagne, à Leipzig puis à Göttingen, sous la direction de Felix Klein et Hermann Schwarz.  
Il revient en France en 1890 et enseigne au lycée Faidherbe de Lille, tout en faisant son doctorat sous la direction de Charles Hermite. Il soutient sa thèse (Sur la représentation approchée d'une fonction par des fractions rationnelles) le 21 juin 1892. C'est une étude systématique de ce que nous appelons aujourd'hui approximant de Padé. Il collabore à Lille avec Auguste Boulanger, Émile Borel et Paul Painlevé pour des recherches en mathématiques et mécanique. D'abord chargé de conférences, il succède à Émile Borel en 1897 comme maître de conférences de l'Université de Lille et est professeur de mécanique rationnelle à l'Institut industriel du Nord (École centrale de Lille) jusqu'en 1902,. 
Il est nommé professeur de mécanique rationnelle et appliquée en juin 1902 à l'université de Poitiers. Il est nommé à 44 ans recteur de l'académie de Besançon, puis de l'académie de Dijon en 1923. Il prend sa retraite en 1934, à l'âge de 70 ans ; son dernier poste était recteur à Aix-Marseille.

## Œuvre
Henri Padé est connu pour une méthode (approximant de Padé) d'approximation d'une fonction analytique par une fonction rationnelle. En ce sens, elle est un peu analogue à un développement limité qui approche la fonction selon les mêmes critères à l'aide d'un polynôme. Les approximants de Padé apparaissent comme les réduites de diverses fractions continues généralisées dont la limite est la fonction initiale. 
Un approximant de Padé de la fonction exponentielle est une fraction rationnelle h(x) / k(x), où  h(x) désigne un polynôme de degré p et k(x)de degré q, telle que le développement limité de la fraction à l'ordre p + q soit identique à celui de l'exponentielle. L'étude de cette question est l'exemple introductif choisi par Henri Padé pour la théorie des approximants portant son nom.